# Nombre d'absorció
El nombre d'absorció {\displaystyle (Ab)} és un nombre adimensional utilitzat en els fenòmens de transport i, més concretament, en el transport de massa. S'utilitza per caracteritzar l'absorció d'un gas per un líquid en una columna d'absorció o l'absorció d'una substància farmacològica pel sistema digestiu quan es pren per via oral. Representa la relació entre el temps de pas, o el temps d'exposició, i el temps d'absorció.
Es defineix de la manera següent:

{\displaystyle Ab=k_{L}{\sqrt {\frac {L}{D\;v}}}}
on :
- {\displaystyle k_{L}} = coeficient d'absorció.
- {\displaystyle L} = distància de la ruta.
- {\displaystyle D} = coeficient de difusió.
- {\displaystyle v} = velocitat.